# Les Planasses (Toralla)
Les Planasses és un indret format per planes del terme municipal de Conca de Dalt, a l'antic terme de Toralla i Serradell, al Pallars Jussà, en territori que havia estat del poble de Toralla.
Està situat a prop al sud-oest del poble de Toralla, a l'extrem nord-occidental de la Serra de Ramonic, en el lloc on el camí de Toralla a Rivert travessa la carena que separa la vall del barranc de Mascarell de la del barranc de Vilanova. Són al nord de la Via.